# Trigonoptera bimaculata
Trigonoptera bimaculata är en skalbaggsart som beskrevs av Thomson 1865. Trigonoptera bimaculata ingår i släktet Trigonoptera och familjen långhorningar. Inga underarter finns listade i Catalogue of Life.